# Divizia Națională
Divizia Națională er Moldovas bedste fodboldliga for herrer. Der er 12 hold i ligaen. Efter hver sæson, rykker nummer 12 ned i Moldovas andendivision i fodbold, hvorefter vinderen af Moldovas andendivision i fodbold rykker op i Divizia Națională. 
Ligaen blev oprettet i 1992, efter at Sovjetunionen brød sammen. 

## 2019 klubber
- Dacia Chişinău
- Milsami Orhei
- Dinamo-Auto Tiraspol
- Olimpia Bălţi
- Sheriff Tiraspol
- Speranţa Crihana Veche
- Zimbru Chişinău

## Vinder og cupvinder
| Sæson   | Vinder                 | 2. plads               | 3. plads               | Topscorer i ligaen                                                                                           |
| ------- | ---------------------- | ---------------------- | ---------------------- | --- |
| 1992    | Zimbru Chişinău        | Tiligul-Tiras Tiraspol | Bugeac Comrat          | Serghey Alexandrov (Bugeac Comrat), Oleg Flentea (Constructorul Chişinău) (13)                               |
| 1992–93 | Zimbru Chişinău        | Tiligul-Tiras Tiraspol | Moldova Boroşeni       | Vladimir Kosse (Tiligul-Tiras Tiraspol) (30)                                                                 |
| 1993–94 | Zimbru Chişinău        | Tiligul-Tiras Tiraspol | Codru Călăraşi         | Vladimir Kosse (Tiligul-Tiras Tiraspol) (24)                                                                 |
| 1994–95 | Zimbru Chişinău        | Tiligul-Tiras Tiraspol | Olimpia Bălţi          | Vladislav Gavriliuc (Nistru Otaci / Zimbru Chişinău) (20)                                                    |
| 1995–96 | Zimbru Chişinău        | Tiligul-Tiras Tiraspol | Constructorul Chişinău | Vladislav Gavriliuc (Zimbru Chişinău) (34)                                                                   |
| 1996–97 | Constructorul Chişinău | Zimbru Chişinău        | Tiligul-Tiras Tiraspol | Serghei Rogaciov (Constructorul Chişinău / Olimpia Bălţi) (35)                                               |
| 1997–98 | Zimbru Chişinău        | Tiligul-Tiras Tiraspol | Constructorul Chişinău | Serghei Clescenco (Zimbru Chişinău) (25)                                                                     |
| 1998–99 | Zimbru Chişinău        | Constructorul Chişinău | Tiligul-Tiras Tiraspol | Serghei Rogaciov (Sheriff Tiraspol) (21)                                                                     |
| 1999–00 | Zimbru Chişinău        | Sheriff Tiraspol       | Constructorul Chişinău | Serghei Rogaciov (Sheriff Tiraspol) (20)                                                                     |
| 2000–01 | Sheriff Tiraspol       | Zimbru Chişinău        | Tiligul-Tiras Tiraspol | Ruslan Barburos (Haiducul Sporting / Agro Chişinău / Sheriff Tiraspol), David Mujiri (Sheriff Tiraspol) (17) |
| 2001–02 | Sheriff Tiraspol       | FC Nistru Otaci        | Zimbru Chişinău        | Ruslan Barburos (Sheriff Tiraspol) (17)                                                                      |
| 2002–03 | Sheriff Tiraspol       | Zimbru Chişinău        | FC Nistru Otaci        | Serghei Dadu (FC Tiraspol / Sheriff Tiraspol) (19)                                                           |
| 2003–04 | Sheriff Tiraspol       | FC Nistru Otaci        | Zimbru Chişinău        | Vladimir Shishelov (Zimbru Chişinău) (15)                                                                    |
| 2004–05 | Sheriff Tiraspol       | FC Nistru Otaci        | Dacia Chişinău         | Catalin Lichioiu (Nistru Otaci) (16)                                                                         |
| 2005–06 | Sheriff Tiraspol       | Zimbru Chişinău        | FC Tiraspol            | Aliaksei Kuchuk (Sheriff Tiraspol) (13)                                                                      |
| 2006–07 | Sheriff Tiraspol       | Zimbru Chişinău        | FC Nistru Otaci        | Aliaksei Kuchuk (Sheriff Tiraspol) (17)                                                                      |
| 2007–08 | Sheriff Tiraspol       | Dacia Chişinău         | FC Nistru Otaci        | Igor Picuşceac (FC Tiraspol / Sheriff Tiraspol) (14)                                                         |
| 2008–09 | Sheriff Tiraspol       | Dacia Chişinău         | Iskra-Stal Rîbniţa     | Oleg Andronic (Zimbru Chişinău) (16)                                                                         |
| 2009–10 | Sheriff Tiraspol       | Iskra-Stal Rîbniţa     | Olimpia Bălţi          | Alexandr Maximov (FC Viitorul), Jymmy França (Sheriff Tiraspol) (13)                                         |
| 2010–11 | Dacia Chişinău         | Sheriff Tiraspol       | Milsami Orhei          | Gheorghe Boghiu (Milsami Orhei) (26)                                                                         |
| 2011–12 | Sheriff Tiraspol       | Dacia Chişinău         | Zimbru Chişinău        | Wilfried Balima (Sheriff Tiraspol) (18)                                                                      |
| 2012–13 | Sheriff Tiraspol       | Dacia Chişinău         | FC Tiraspol            | Gheorghe Boghiu (Milsami Orhei) (16)                                                                         |
| 2013-14 | Sheriff Tiraspol       | FC Tiraspol            | FC Veris               | 🇲🇩 Luvannor (Sheriff Tiraspol) (26)                                                                          |
| 2014-15 | Milsami Orhei          | Chisinau               | Sheriff Tiraspol       | 🇧🇷 Richardinho (Sheriff Tiraspol) (21)                                                                       |
| 2015-16 | Sheriff Tiraspol       | Chisinau               | Zimbru                 | 🇨🇭Danijel Subotic (Sheriff Tiraspol) (12)                                                                    |
| 2016-17 | Sheriff Tiraspol       | Chisinau               | Milsami Orhei          | 🇧🇷 Ricardinho (Sheriff Tiraspol) (15)                                                                        |
| 2017-18 | Sheriff Tiraspol       | Milsami Orhei          | Petrocub               | 🇲🇩 Vitalie Damascan (Sheriff Tiraspol) (13)                                                                  |
| 2018-19 | Sheriff Tiraspol       | Milsami Orhei          | Petrocub               | 🇲🇩 Vladimir Ambros (Petrocub) (12)                                                                           |
| 2019-20 | Sheriff Tiraspol       | Sfintul Gheorghe       | Petrocub               | 🇧🇾 Yuriy Kendysh (Sheriff Tiraspol) (13)                                                                     |
| 2020-21 | Sheriff Tiraspol       | Petrocub               | Milsami Orhei          | 🇨🇴 Frank Castaneda (Sheriff Tiraspol) (28)                                                                   |
| 2021-22 | Sheriff Tiraspol       | Petrocub               | Milsami Orhei          | 🇲🇩 Vladimir Ambroso (Petrocub) (18)                                                                          |
| 2022-23 | Sheriff Tiraspol       | Petrocub               | Zimbru                 | 🇳🇬 Emmanuel Alaribe (Zimbru) (4)                                                                             |
| 2023-24 | Petrocub               | Sheriff Tiraspol       | Zimbru                 | 🇧🇫 Cedric Badolo (Sheriff Tiraspol) (7)                                                                      |